# Alt-Berlin
Met Alt-Berlin (oud-Berlijn) wordt tegenwoordig het gebied van de historische stad Berlijn bedoeld, dat in de late middeleeuwen met de naburige stad Cölln samengroeide tot een dubbelstad. Uit deze dubbelstad ontwikkelde zich het huidige Berlijn.

## Ligging
Het gebied van het historische Alt-Berlin ligt tussen de Spree en het Stadtbahnviaduct, die in de jaren 1880 gebouwd werd op de vroegere vestingmuren. Naburige historische stadsdelen zijn Cölln en Neukölln am Wasser aan de overkant van de Spree en drie historische voorsteden van Alt-Berlin, Spandauer Vorstadt, Königsstadt en Stralauer Vorstadt. In de late middeleeuwen bestond Berlijn uit de stadsbuurten Marienviertel, Heilig-Geist-Viertel, Nikolaiviertel en Klosterviertel.